# Музей мумий (Гуанахуато)
Музе́й му́мий (исп. Museo de las Momias de Guanajuato) находится в мексиканском городе Гуанахуато — центре одноимённого штата Гуанахуато.
В музее находятся естественным образом сохранившиеся мумифицированные тела людей, в большинстве своём умерших во второй половине XIX века и первой половине XX века и похороненных на местном кладбище «Пантеон Святой Паулы» (Santa Paula Pantheon) города Гуанахуато.

## История и экспозиция музея

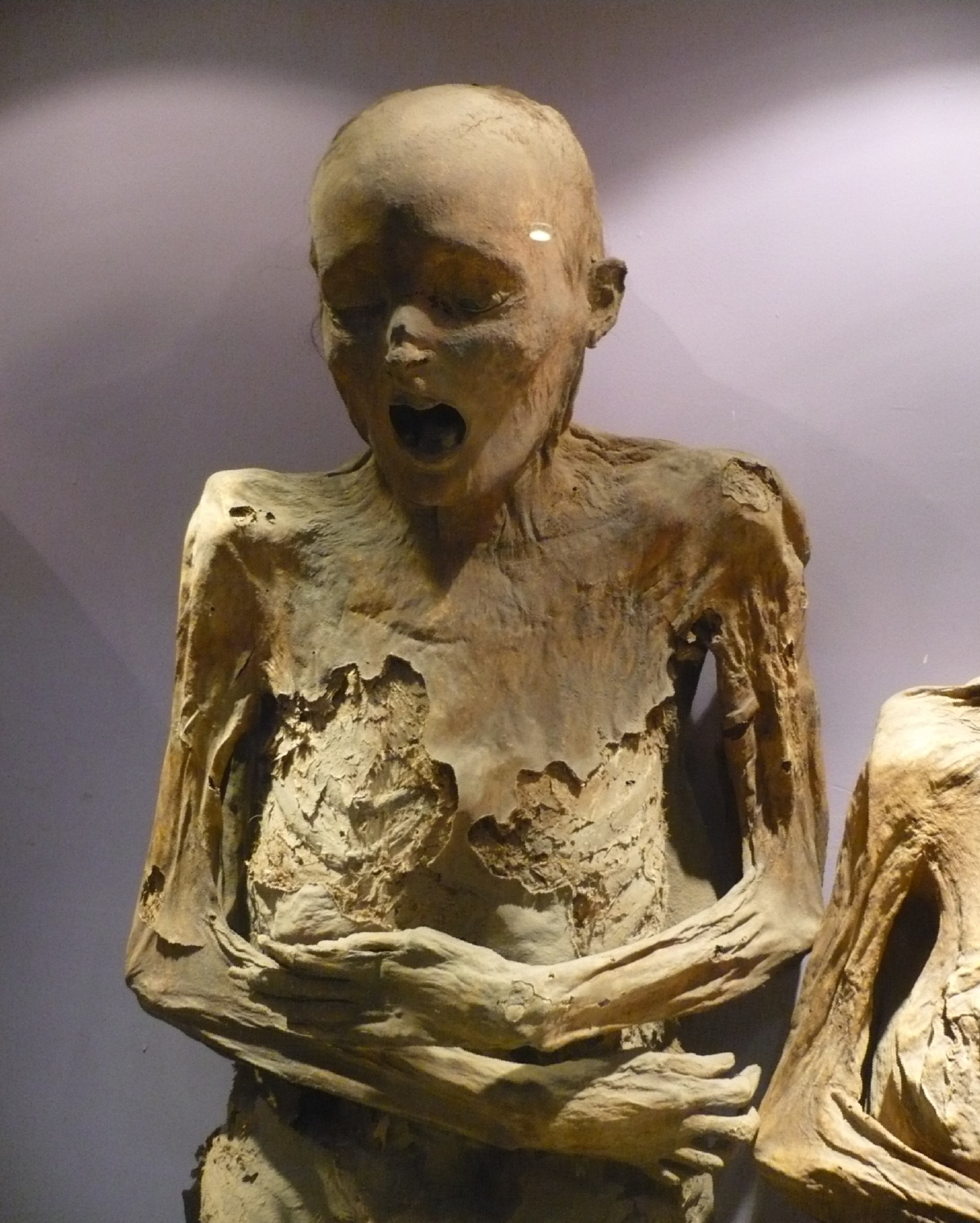
Одна из мумий в музее

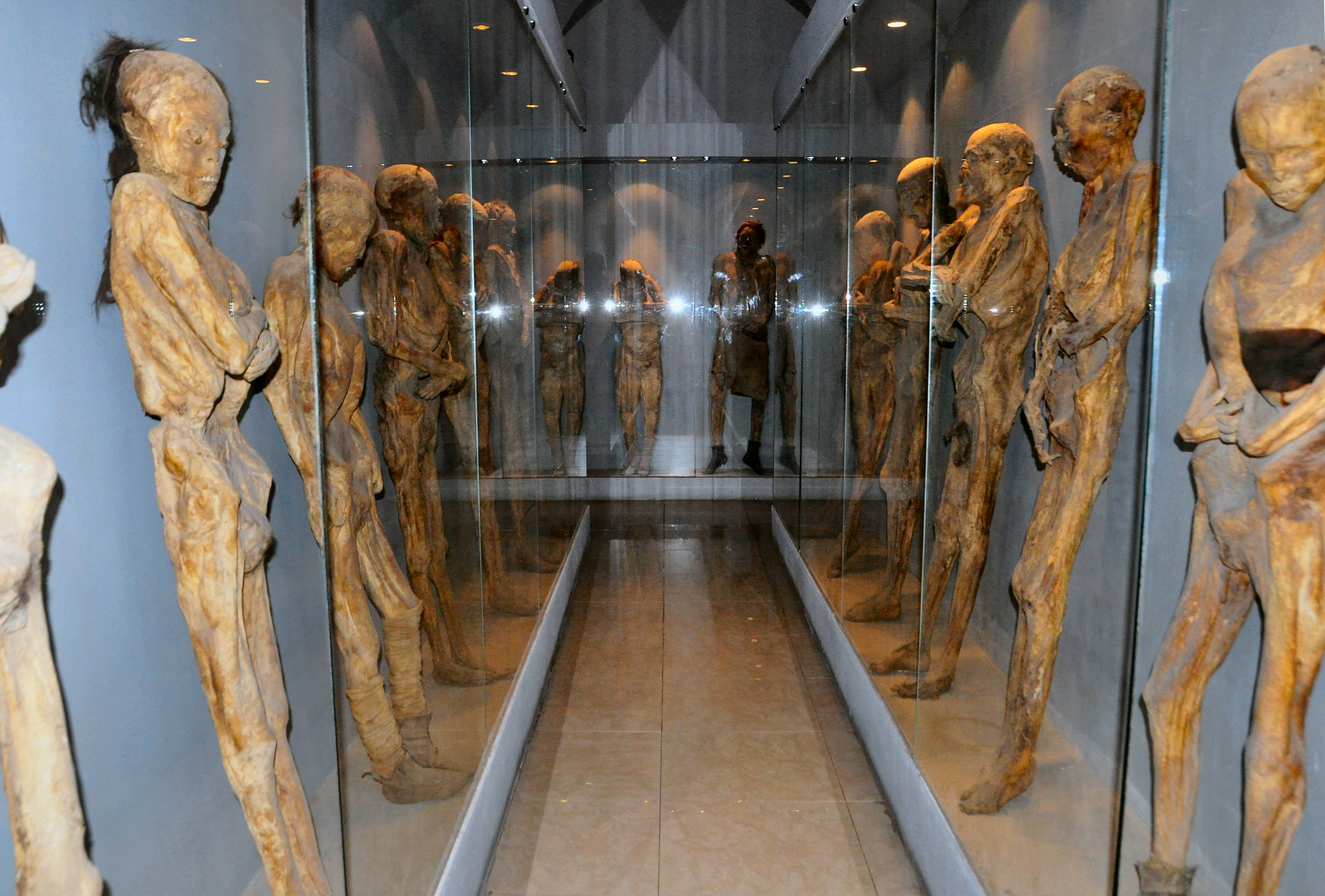
Коридор мумий

В музее находятся 111 мумий (в экспозиции выставлены 59 мумий), эксгумированных в период с 1865 по 1958 год, когда действовал закон, обязывающий родственников платить налог за то, чтобы тела их родных находились на кладбище. Если налог не выплачивался вовремя, то родственники теряли право на место захоронения, и мёртвые тела вынимались из каменных гробниц. Как оказалось, некоторые из них были естественным образом мумифицированы, и их хранили в специальном здании при кладбище.
Самые старые захоронения датировались 1833 годом, когда в городе была эпидемия холеры. По другим сведениям, мумии, выставленные в музее, принадлежат людям, умершим в 1850—1950 годах.
В конце XIX — начале XX века эти мумии стали притягивать туристов, и работники кладбища стали брать плату за посещение помещения, где они хранились. Официально датой образования Музея мумий в Гуанахуато считается 1969 год, когда мумии были выставлены в застеклённых стеллажах.
В 2007 году экспозиция музея была перераспределена по различным темам. Согласно официальному сайту, ежегодно музей посещается сотнями тысяч туристов. Начиная с того же 2007 года 22 мумии исследовались специалистами Университета штата Техас в Сан-Маркосе (Texas State University, San Marcos).
Начиная с 2009 года в США была организована серия выставок, на которых были представлены 36 мумий из музея. Первая из таких выставок открылась в октябре 2009 года в Детройте.

## Галерея

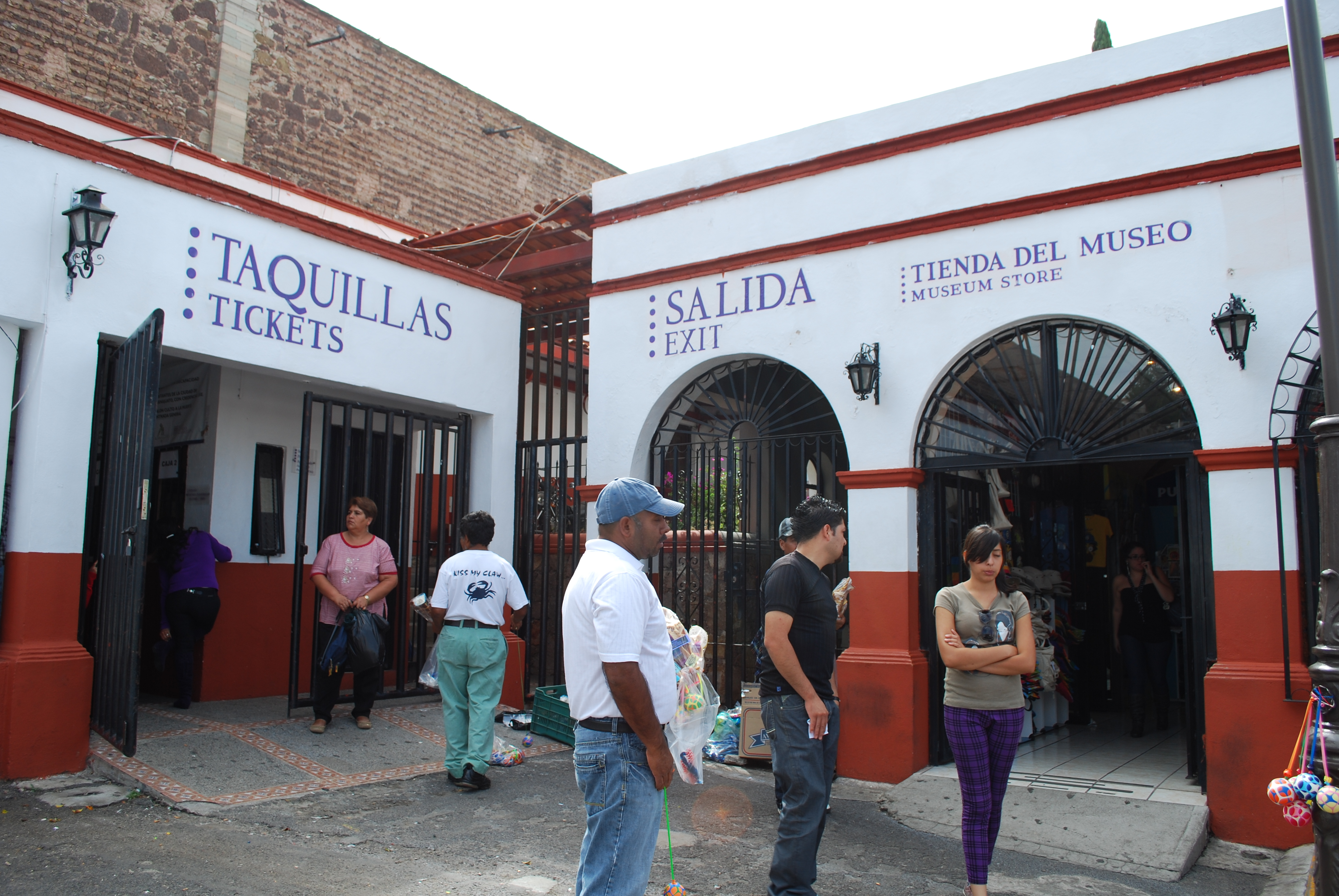
Билетные кассы и вход в магазин при музее
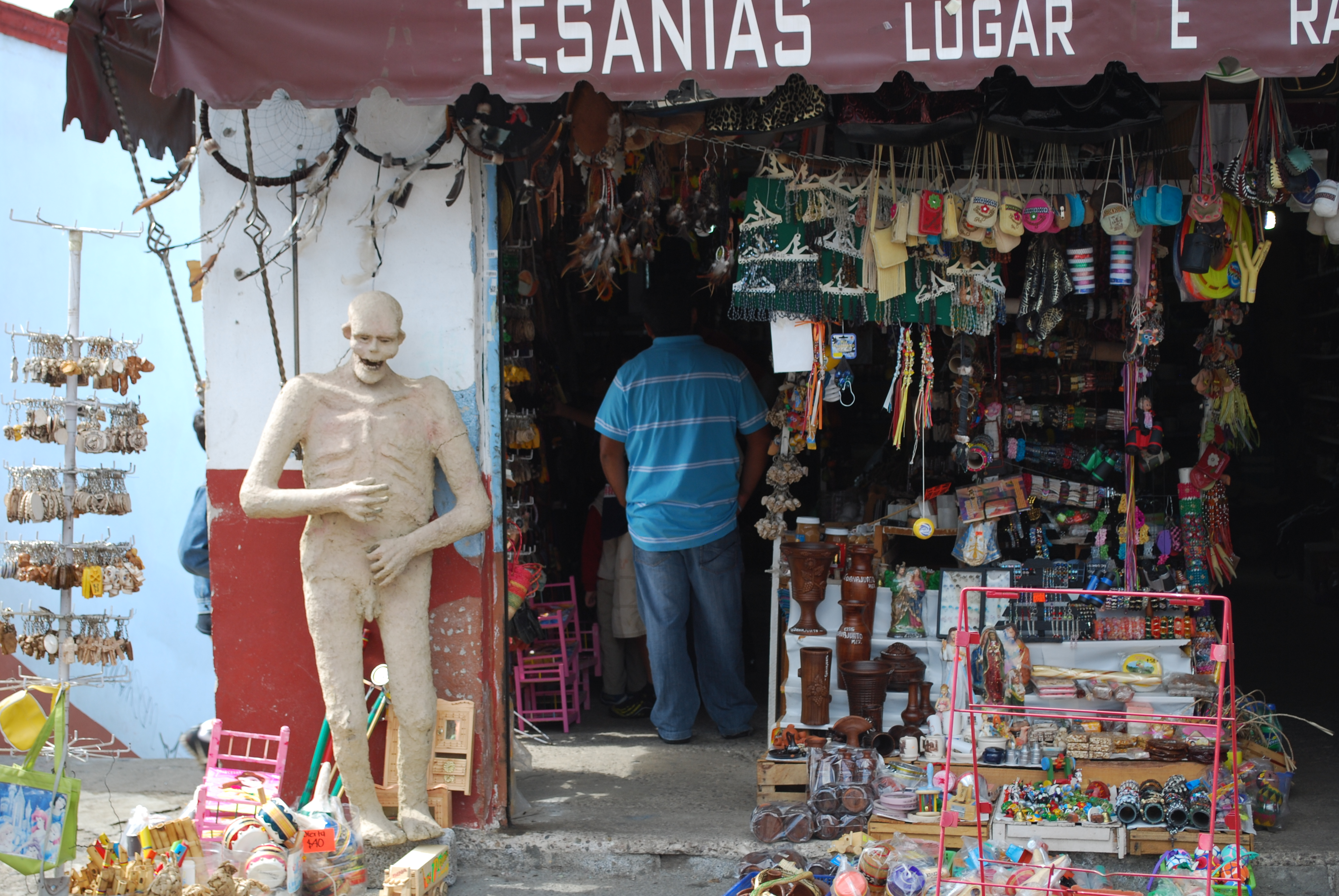
Сувенирная лавка рядом с музеем мумий
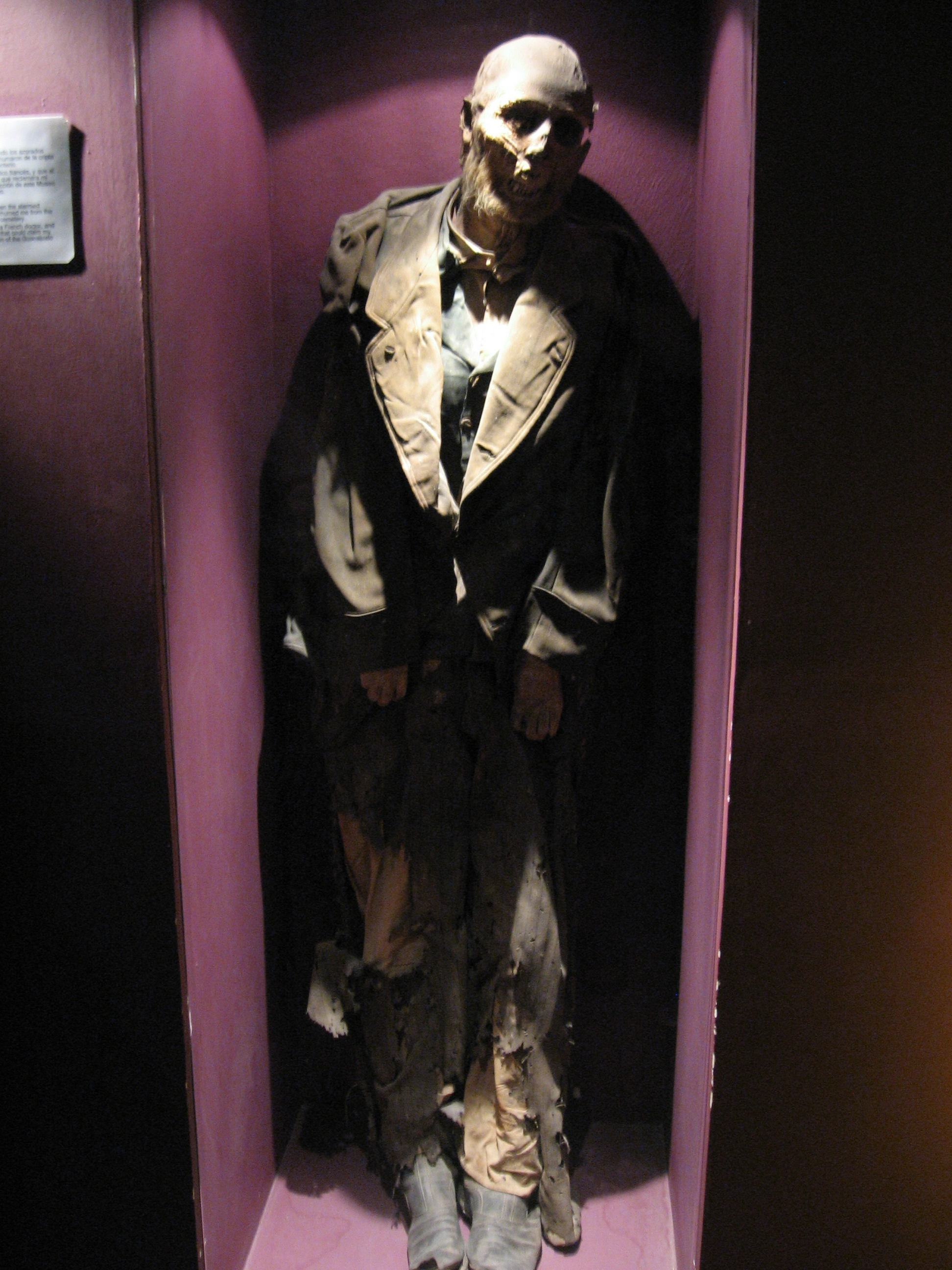
Одна из одетых мумий
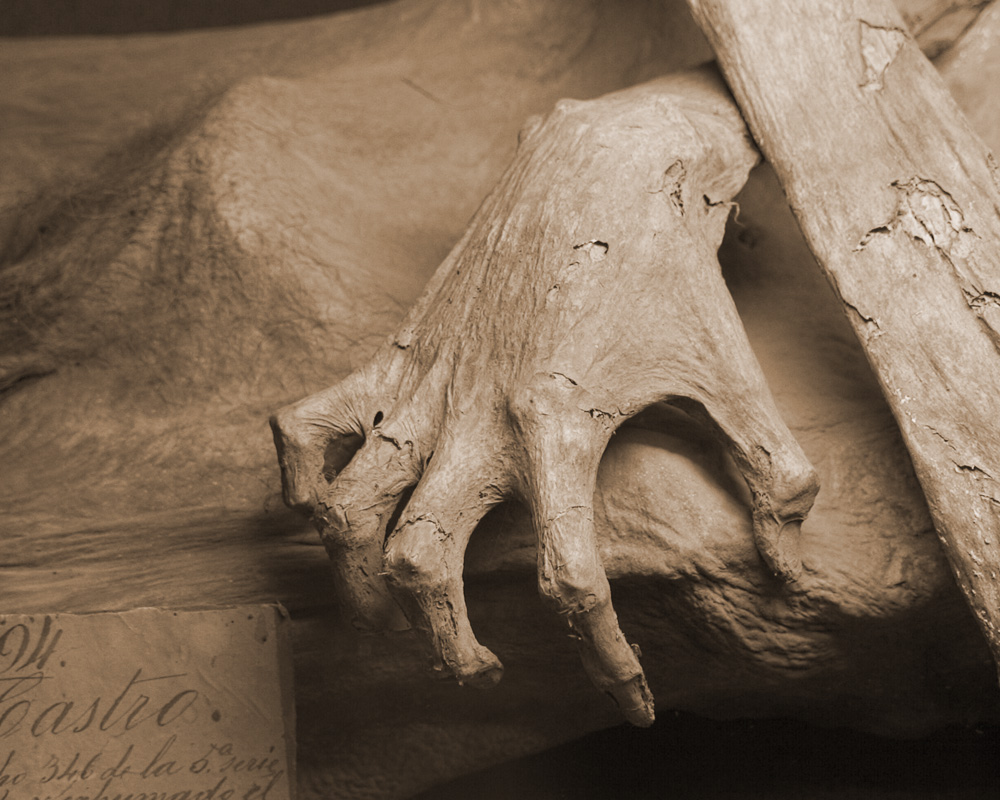
Фрагмент руки одной из мумий
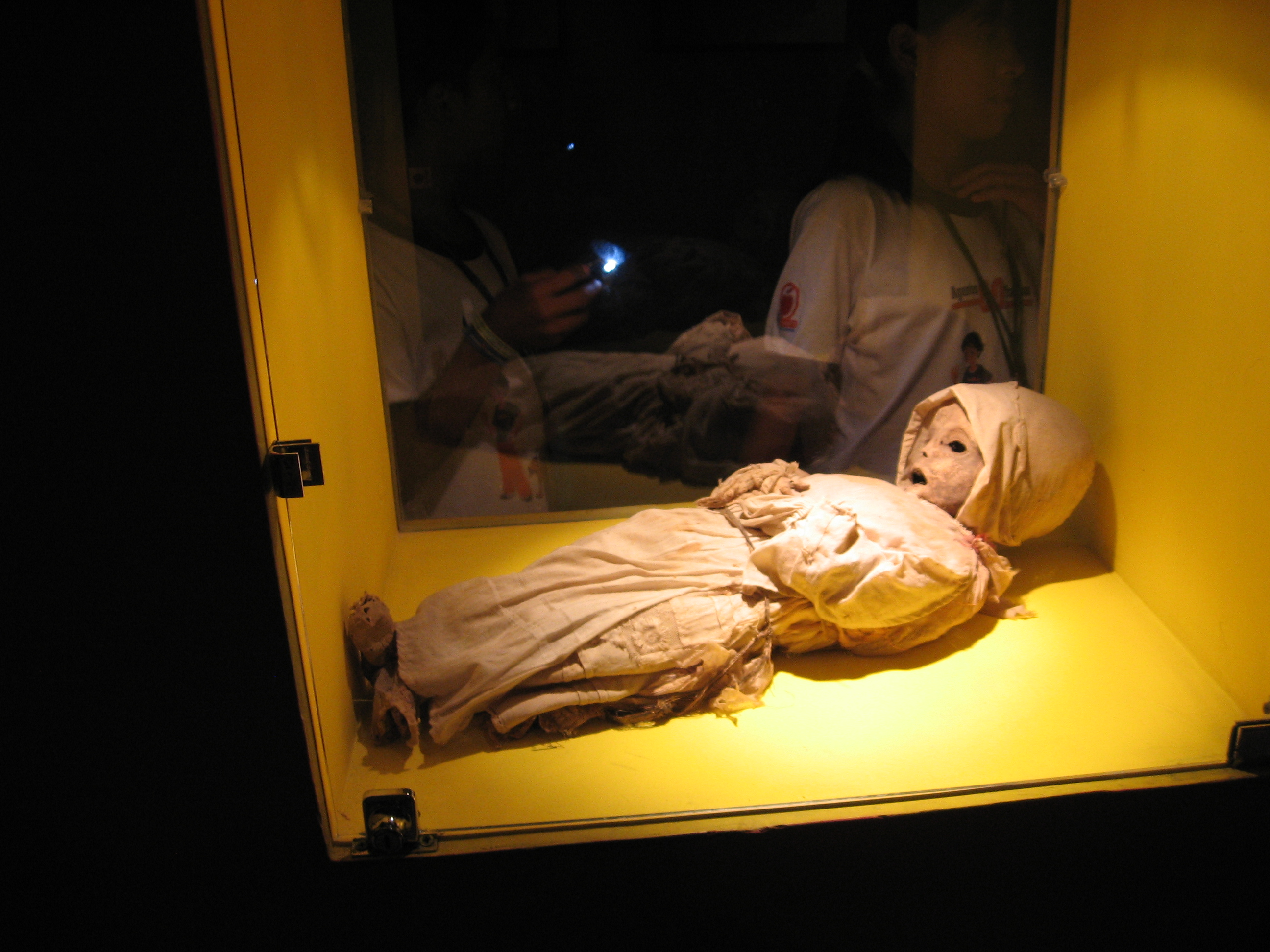
Лежащая мумия ребёнка
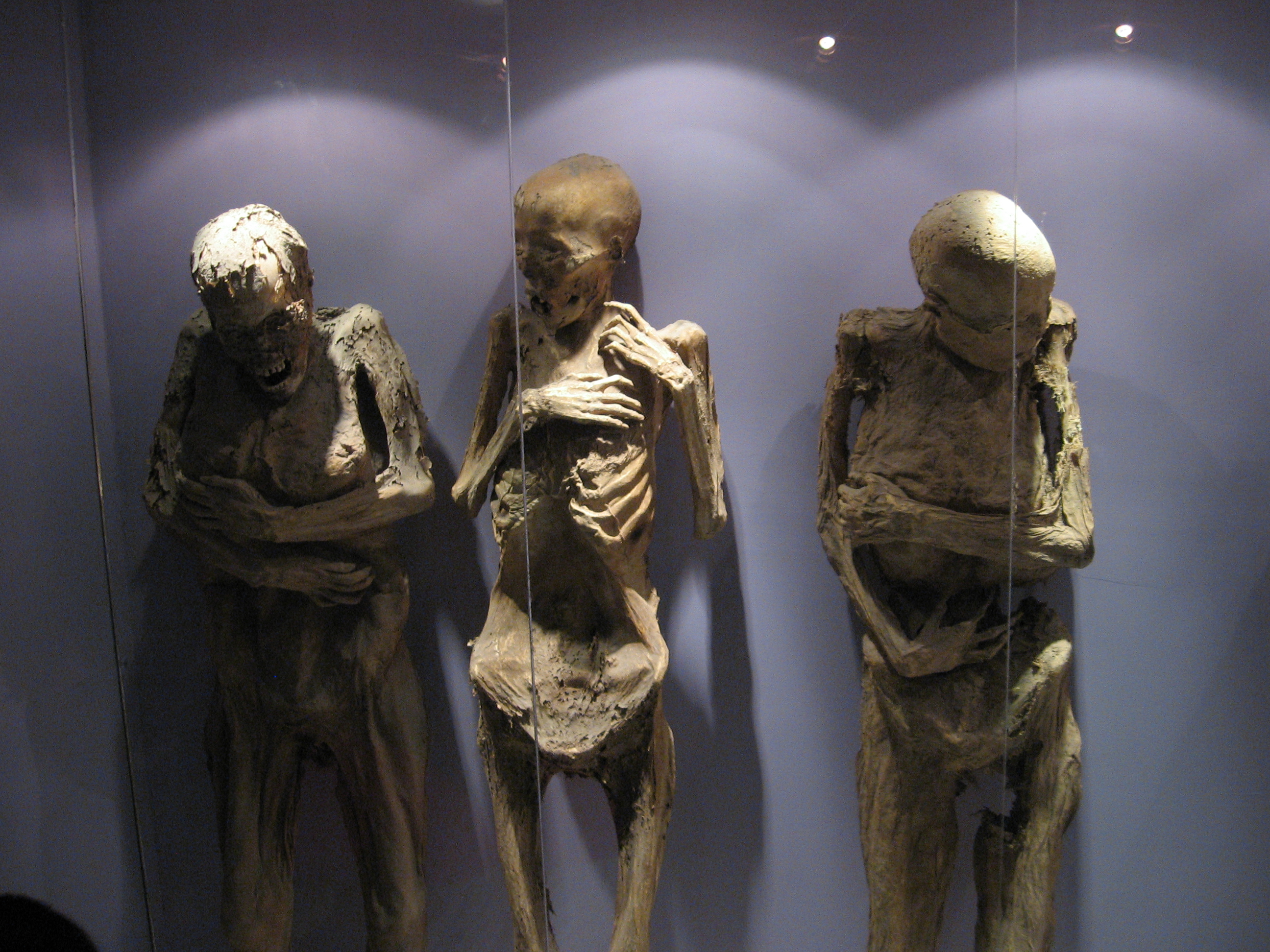
Мумии из экспозиции музея